# 下條知之
下條 知之（しもじょう ともゆき、1979年9月28日 - ）は、地方競馬の佐賀競馬場真島元徳厩舎所属の元騎手である。勝負服の柄は胴黄、袖赤、緑菱山形一文字。佐賀県出身。身長166cm、体重50kg、血液型O型。

## 来歴
1997年3月31日付けで地方競馬騎手免許を取得。同年4月12日第1回佐賀競馬1日目第7競走サラ系4歳以上C1C2条件戦フジミサで初騎乗（9頭立て2番人気3着同着）。同年4月13日第1回佐賀競馬2日目第9競走不知火賞（アラ系A1A2特別戦）をシリウスファイターで優勝（9頭立て2番人気）し、初勝利。同年9月23日第12回全日本新人王争覇戦優勝（12人中）。
1998年NARグランプリ優秀新人騎手賞受賞。同年地方競馬通算100勝達成。
1999年1月31日マカオジョッキークラブがタイパ競馬場で行った第7回マカオ見習騎手招待競走の日本代表として中央競馬の古川吉洋騎手とともに出場。同日第6競走のマカオ見習騎手招待ボウル（芝1200m）でワンダージェネラルに騎乗（14頭立て6着）し、海外競馬初騎乗。同年3月27日第2回阪神競馬1日目第7競走4歳500万下でフジノダイオーに騎乗（16頭立て16番人気16着）し、中央競馬初騎乗。
2005年地方競馬通算500勝達成。
2007年高知競馬場で実施されたセカンドジェネレーション騎手招待競走に優勝
2008年地方競馬通算700勝達成。
2010年1月31日付けで騎手廃業が発表された。
地方通算成績は6650戦774勝・2着784回・3着789回・勝率11.6%・連対率23.4%である。
中央競馬通算は11戦0勝である。